# Valdas Novickis
Valdas Novickis (* 22. Februar 1986 in Kaunas, Litauische SSR) ist ein litauischer Handballspieler. Er ist der Sohn des sowjetischen Handball-Weltmeisters von 1982 Valdemaras Novickis.
Früher spielte Valdas Novickis bei Granitas Kaunas, zeitweilig war er auch in der litauischen Nationalmannschaft. 2005 gewann er die litauische Meisterschaft. In der Saison 2006/07 spielte er bei den SC Magdeburg Gladiators als Rückraumspieler. Ab dem 1. Juli 2007 stand er bei der HSG Düsseldorf unter Vertrag, wechselte im Dezember 2009 jedoch zum Leichlinger TV. Nach nur einer Saison in Leichlingen, kehrte Novickis nach Düsseldorf zurück. Nachdem sein Vertrag in Düsseldorf nicht verlängert worden war, schloss er sich dem weißrussischen Verein Brest GK Meschkow an. In der Saison 2013/14 spielte er für den österreichischen Zweitligisten medalp Handball Tirol. Im Sommer 2014 schloss er sich erneut dem Leichlinger TV an. Im Januar 2022 wechselte Novickis zur HSG Krefeld.